# Tanytarsus abnormis
Tanytarsus abnormis är en tvåvingeart som beskrevs av Lehmann 1981. Tanytarsus abnormis ingår i släktet Tanytarsus och familjen fjädermyggor.
Artens utbredningsområde är Kongo. Inga underarter finns listade i Catalogue of Life.